# Selinum peucedanoides
Selinum peucedanoides är en flockblommig växtart som beskrevs av René Louiche Desfontaines. Selinum peucedanoides ingår i släktet krusfrön, och familjen flockblommiga växter. Inga underarter finns listade i Catalogue of Life.